# 谢天佑 (1932年)
谢天佑（1932年3月5日—1988年4月26日），又名兰生，湖北黄梅人，历史学学者，华东师范大学历史系教授， 曾兼任中国农民战争史研究会副会长兼秘书长、上海市历史学会常务理事。

## 生平简介
谢天佑，1932年3月5日生于湖北省黄梅县刘佐乡谢家敦（现为胡营村），父亲是私塾先生兼小榨油作坊主。1952年，谢天佑进入湖北武汉的华中师范学院（今华中师范大学）历史学系，毕业后进入华东师范大学中国通史研究生班，1958年毕业后留校，从事中国古代史的教学与研究，涉及政治史、经济史、农民战争史等。他在1980年的研究重点转向中国经济与经济思想史的研究，君主专制主义对臣民心理的影响等。1986年的秦汉史研究会的第三届年会上，适逢吉林文史出版社的宋一夫编辑正在组织出版“历史反思丛书系列”，谢天佑正好有写这方面专著的想法，当场定下书名为《专制主义统治下的臣民心理》。会后他开始投入本书的写作中，直到他突然中风然后去世，本书只写了大约一半篇幅。时年56岁。 

## 主要著作
谢天佑主编了《中国农民战争简史》（1981），有专著《专制主义下的臣民心理》（遗作）、《秦汉经济政策与经济思想史稿—兼评自然经济论》（1987），论文《重评西汉时期重农抑商思想》等。